# Station Bad Fallingbostel
Station Bad Fallingbostel (Bahnhof Bad Fallingbostel) is een spoorwegstation in de Duitse plaats Bad Fallingbostel in de deelstaat Nedersaksen. Het station ligt aan de spoorlijn Walsrode - Buchholz. 

## Indeling
Het perron heeft twee zijperrons, waarvan spoor 2 tussen de sporen ligt. Dit perron is langs een onbeveiligd overpad te bereiken. Op dit perron staan, in verband met de veiligheid, geen bakjes of abri's. Op het hoofdperron staan deze voorzieningen wel. Ook heeft het station een "Video-Reisezentrum", dit is een vorm van een digitaal loket, waarmee door middel van een videoverbinding contact kan worden gelegd met een DB-medewerker voor kaartverkoop en reisinformatie. Daarnaast zijn er een fietsenstalling en een bushalte in de straat Am Bahnhof. 

## Verbindingen
Het station wordt bediend door treinen van erixx. De volgende treinserie doet het station Bad Fallingbostel aan:
| Serie | Treinsoort           | Route                                                                             | Bijzonderheden |
| ----- | -------------------- | --------------------------------------------------------------------------------- | -------------- |
| RB 38 | Regionalbahn (Erixx) | Buchholz (Nordheide) – Soltau (Han) – Bad Fallingbostel – Walsrode – Hannover Hbf |                |